# Calaxius sibogae
Calaxius sibogae är en kräftdjursart som först beskrevs av De Man 1925.  Calaxius sibogae ingår i släktet Calaxius och familjen Axiidae. Inga underarter finns listade i Catalogue of Life.